# Symplecta (Trimicra) inconstans
Symplecta (Trimicra) inconstans is een tweevleugelige uit de familie steltmuggen (Limoniidae). De soort komt voor in het Australaziatisch gebied.